# Acutii
Légende :
♦Patricien, ♦Plébéien, ♦Consulaire, ♦Sénatorial, ♦Équestre
Gens et Liste des gentes romaines
Les Acutii (singulier: Acutius) sont les membres appartenant à la gens romaine plébéienne Acutia.

## Cognomina
Les Acutii plébéiens ne semblent pas porter de cognomen sous la République, excepté un Rufus mentionné au milieu du Ier siècle av. J.-C., probablement un chevalier.
Sous l'Empire, la gens comporte des branches appartenant à l'ordre sénatorial, dont une qui atteint le consulat (les Nervae), et à l'ordre équestre (les Rufi et Marcilli).

## Principaux membres

### Sous la République
- Marcus Acutius, tribun de la plèbe en 401 av. J.-C., élu par ses collègues par cooptation en contradiction avec la Lex Trebonia[1]
- Acutius Rufus, chevalier romain partisan influent de Pompée mentionné en 48 av. J.-C.[2]

### Sous l'Empire
- Quintus Acutius
  - Quintus Acutius, fils du précédent, sénateur en 25 apr. J.-C.[3]
- Acutia, épouse de Publius Vitellius dit « le Jeune » dont le neveu est Vitellius, empereur en 69, condamnée pour crime de lèse-majesté en 37[a 1],[4]
- Quintus Acutius Nerva, consul suffect en 100 et légat propréteur de Germanie inférieure entre 100 et 101[5],[a 2]
- Marcus Acutius Iust(inus?), légat de la légio III Augusta en 98[b 1].
- Quintus Acutius Faienanus, légat propréteur de Lusitanie à une date inconnue entre 78 et 119[b 2].

#### Acutiide l'ordre equestre
- Lucius Acutius Marcillus, chevalier romain d'Altinum en Cisalpine, client d'un Caius Saenius Verus[6]
- Marcus Acutius Acutianus, chevalier romain du Picenum[b 3].
- Lucius Acutius Primus, chevalier romain[b 4].

## Pour approfondir